# Mobile service Switching Center
Pour les articles homonymes, voir MSC.

Schéma d'un réseau GSM.

Le MSC  (Mobile services Switching Center ou Mobile Switching Center) est un équipement de téléphonie mobile (GSM/2G) chargé du routage dans le réseau, de l'interconnexion avec les autres réseaux (réseau téléphonique classique par exemple) et de la coordination des appels.

## Rôle
Un MSC traite le trafic « voix » et signalisation de plusieurs BSC. De même que chaque BSC concentre le trafic de plusieurs BTS, le MSC concentre les flux de données en provenance de plusieurs BSC. De plus, à chaque MSC est associé un VLR qui connaît les informations détaillées sur les usagers que le MSC doit gérer. 
Les rôles principaux d'un MSC sont :
- la commutation : le MSC est un centre de routage et de multiplexage. Les MSC sont reliés entre eux, ainsi qu'aux passerelles d'accès aux autres réseaux ;
- la gestion des connexions, activation/désactivation d'un canal vers une MS, en utilisant les informations du VLR ;
- grâce au VLR qui lui est dédié, le MSC assure la localisation et l'itinérance ;
- le contrôle du handover entre deux BSC dont il a la charge (intra-MSC Handover) ;
- la gestion des handovers de MS quittant son domaine d'influence vers celui d'un autre MSC (inter-MSC Handover).

En UMTS, le MSC/VLR et le SGSN (qui gère le trafic « données ») sont parfois intégrés dans un même équipement alors appelé UMSC (UMTS Mobile service Switching Center), le choix dépend des opérateurs.

### Gateway MSC
Certains MSC sont qualifiés de Gateway MSC, car ils possèdent en plus une passerelle d'accès vers d'autres réseaux mobile ou fixes. Ils sont chargés par exemple des appels d'un mobile vers un téléphone fixe. Les GMSC n'ont pas à gérer de BSC. 

## Présence physique
C'est un équipement qui dessert une zone régionale ; le réseau SFR compte une cinquantaine de bâtiments MSC en 2015, principalement situés dans de grandes agglomérations. Le réseau Bouygues Telecom en compte 40 en 2009.